# BM-Volvo T 430

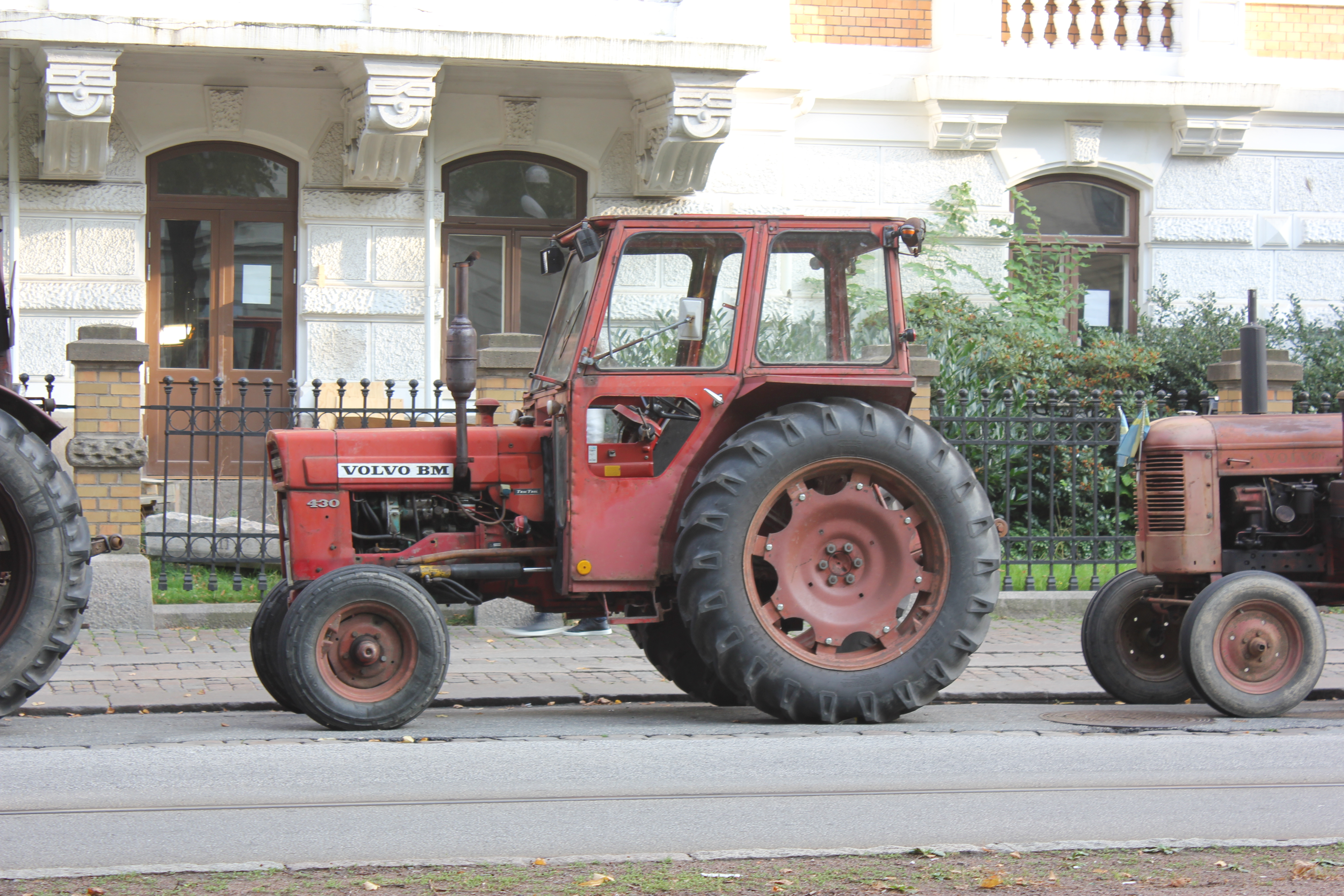
BM Volvo T 430

Bolinder-Munktell 430 Buster, efter  1973  BM-Volvo T 430, är en traktormodell som tillverkades av Bolinder-Munktell mellan 1969 och 1978 i 25 000 exemplar. Den har en trecylindrig dieselmotor med maxeffekten 43,8 hästkrafter. Växellådan har 8 växlar framåt och 2 bakåt, eller med snabbväxel (extrautrustning) 16 växlar framåt och fyra bakåt.

## Tekniska data
- Tillverkningsår: 1969-1978
- Motor: Perkins D25, 3-cylindrig dieselmotor
- Motoreffekt: 43,8 hp, 2 250 r/min
- Vridmoment (max) vid 1200 r/min: 170 Nm
- Transmission/hastighet: 8 fram, maxfart 27 km/h, 2 back, maxfart 12,5 km/h.
- Hydraulsystem: Terra-Trol T430
- Bränsletank: 45 L
- Kylsystem: 8 L
- Vikt: 2 430 kg
- Längd: 3 300 mm
- Bredd: 1 770 mm